# Răzvan Umbrărescu

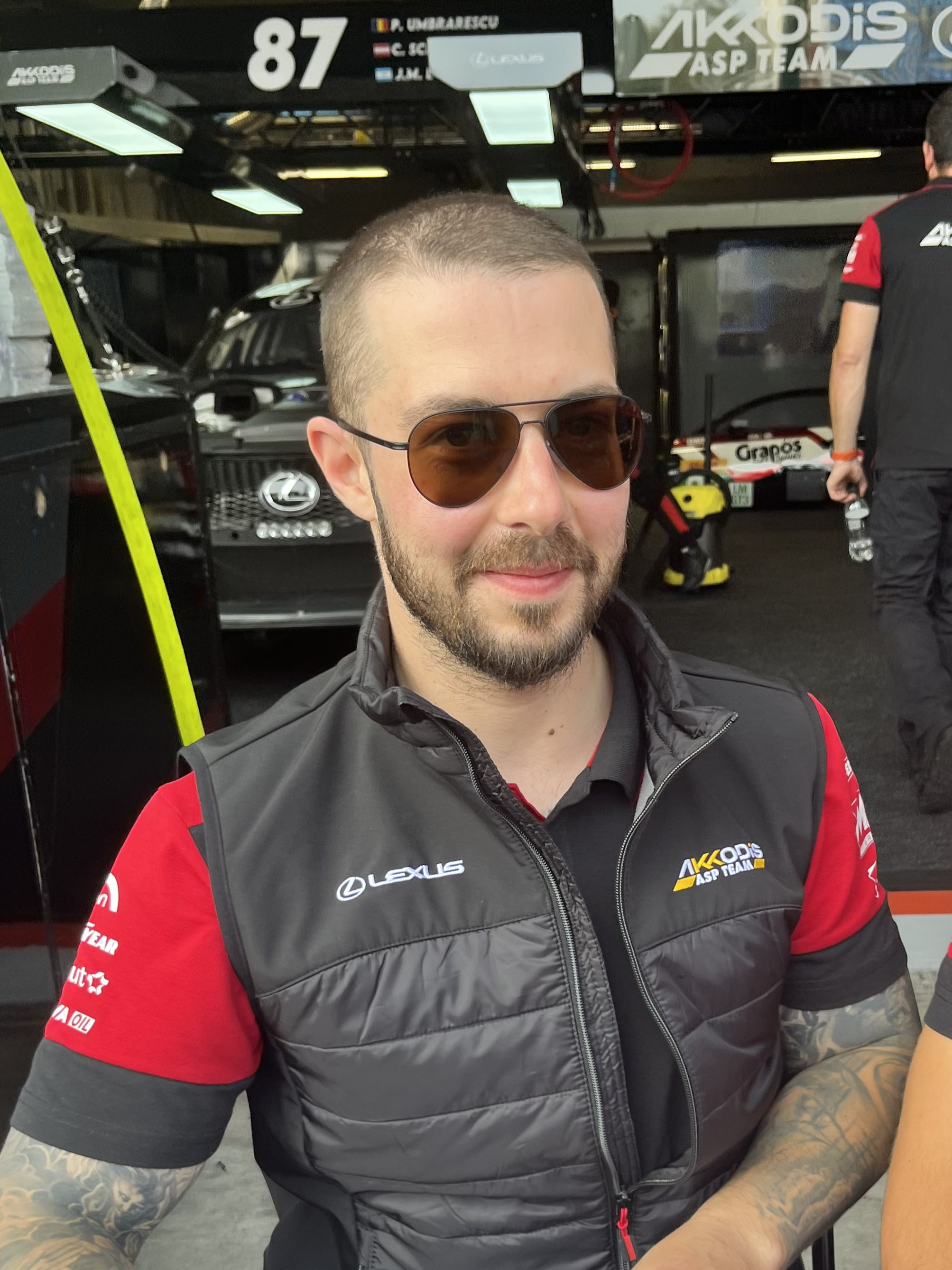
Răzvan Umbrărescu 2025

Petru Răzvan Umbrărescu (* 30. Juni 1993 in Bacău) ist ein rumänischer Autorennfahrer. 

## Karriere als Rennfahrer
Răzvan Umbrărescu begann seine Fahrerkarriere mit Teilnahmen an Rennen von Markenpokalen. Er startete im Renault Clio Cup Central Europe und beendete den mit Porsche Cayman CS MR GT4 gefahrenen GT4 Northern Europe Cup 2017 an der zweiten Stelle der Endwertung-
Es folgten Einsätze im International GT Open und der GT World Challenge Europe. 2023 erreichte er auf einem Mercedes-AMG GT3 den sechsten Endrang im ADAC GT Masters. Mit dem Beginn der Rennsaison 2025 wurde er Teammitglied beim Akkodis ASP Team und fuhr dessen Lexus RC F GT3 in der FIA-Langstrecken-Weltmeisterschaft. Mit den Teamkollegen José María López und Clemens Schmid gelang ihm der Sieg in der GT3-Klasse beim 6-Stunden-Rennen von São Paulo.

## Statistik

### Le-Mans-Ergebnisse
| Jahr | Team             | Fahrzeug       | Teamkollege      | Teamkollege    | Platzierung | Ausfallgrund |
| ---- | ---------------- | -------------- | ---------------- | -------------- | ----------- | ------------ |
| 2025 | Akkodis ASP Team | Lexus RC F GT3 | José María López | Clemens Schmid | Rang 37     |              |

### Einzelergebnisse in der FIA-Langstrecken-Weltmeisterschaft
| Saison | Team             | Rennwagen      | 1   | 2   | 3   | 4   | 5   | 6   | 7   | 8   |
| ------ | ---------------- | -------------- | --- | --- | --- | --- | --- | --- | --- | --- |
| 2025   | Akkodis ASP Team | Lexus RC F GT3 | KAT | IMO | SPA | LEM | SAO | AUS | FUJ | BAH |
| 2025   | Akkodis ASP Team | Lexus RC F GT3 | DNF | 22  | DNF | 37  | 18  |     |     |     |